# Adalbertstraße 62 (München)

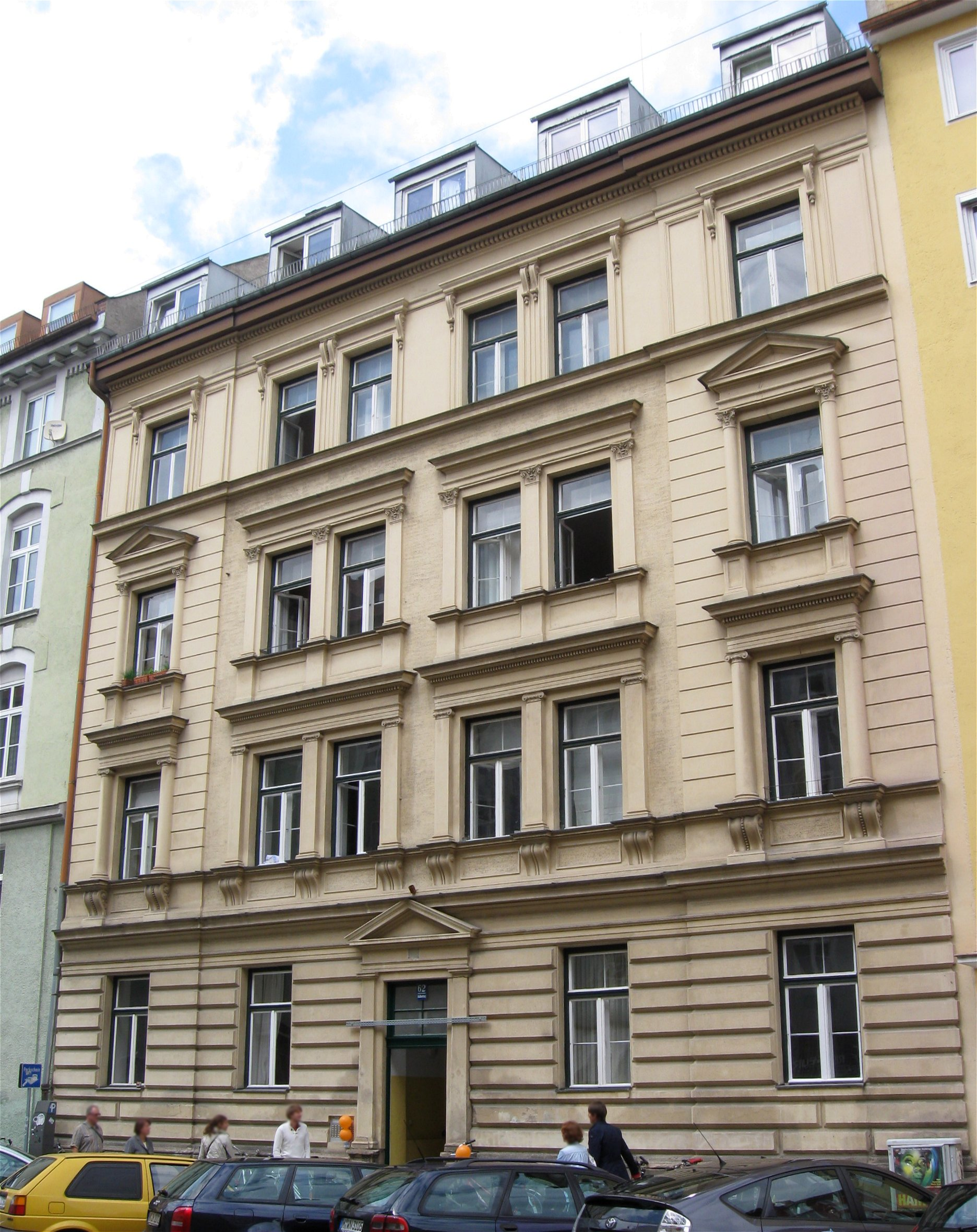
Haus Adalbertstraße 62 in München

Das Gebäude Adalbertstraße 62 im Stadtteil Maxvorstadt der bayerischen Landeshauptstadt München ist ein geschütztes Baudenkmal.
Der viergeschossige Bau in der Adalbertstraße wurde 1887/88 von Karl Stiersdorfer errichtet. Der Neurenaissancebau mit flachen Seitenrisaliten und reich gegliederter Fassade ist weitgehend original erhalten. Eine doppelläufige Podesttreppe erschließt zwei Wohnungen je Stockwerk. Die horizontalen Gesimse der Fassade werden von jeweils drei Pilastern getragen. Der Hauseingang und die äußeren Fenster des zweiten Obergeschosses werden von Dreiecksgiebeln bekrönt. Der Dachausbau erfolgte im Jahr 1970 mit den vorhandenen Dachgauben.